# Sassauna
Sassauna är en bergstopp i Schweiz.   Den ligger i regionen Prättigau/Davos och kantonen Graubünden, i den östra delen av landet, 170 km öster om huvudstaden Bern. Toppen på Sassauna är 2 307 meter över havet, eller 311 meter över den omgivande terrängen. Bredden vid basen är 3,0 km.
Terrängen runt Sassauna är huvudsakligen bergig, men åt nordost är den kuperad. Närmaste större samhälle är Igis, 12,1 km sydväst om Sassauna. 
I omgivningarna runt Sassauna växer i huvudsak blandskog. Runt Sassauna är det ganska glesbefolkat, med 42 invånare per kvadratkilometer.